# Брезен (Витање)
Брезен (словен. Brezen) је насељено место у општини Витање, Савињска регија, Словенија.

## Историја
До територијалне реорганизације у Словенији био је у саставу старе општине Словенске Коњице.

## Становништво
У попису становништва из 2011. године, Брезен је имао 228 становника.
| Број становника према пописима | Број становника према пописима | Број становника према пописима |
| ------------------------------ | ------------------------------ | ------------------------------ |
| 1991                           | 2002                           | 2011                           |
| 248                            | 218                            | 228                            |